# Polski Komitet Sportów Nieolimpijskich
Polski Komitet Sportów Nieolimpijskich (oficjalny skrót PKSN) – organizacja pozarządowa z siedzibą we Wrocławiu, ogólnopolskie stowarzyszenie związków i organizacji sportowych zajmujące się rozwojem kultury fizycznej, organizacją reprezentacji Polski na Igrzyska Sportów Nieolimpijskich (World Games), reprezentowaniem polskiego sportu w organizacjach międzynarodowych; pierwszy na świecie narodowy Komitet Sportów Nieolimpijskich.

## Historia
Polski Komitet Sportów Nieolimpijskich został powołany 19 października 2017 roku. Spotkanie założycielskie odbyło się w Pałacu Lubomirskich w Warszawie. 15 grudnia 2017 roku w Krajowym Rejestrze Sądowym zarejestrowano Polski Komitet Sportów Nieolimpijskich.
Podstawowym celem PKSN jest rozwój sportu, a w szczególności rozwój, promocja i ochrona prawna sportów nieolimpijskich, przy zachowaniu ścisłej współpracy z Ministerstwem Sportu i Turystyki, Polskim Komitetem Olimpijskim, Polskim Komitetem Paraolimpijskim i International World Games Association.
PKSN to niezależna organizacja pozarządowa, której członkami mogą zostać zarówno przedstawiciele sportów nieolimpijskich, jak i sportów olimpijskich.
Realizując swoje cele PKSN przestrzega postanowienia Karty Olimpijskiej i Światowego Kodeksu Antydopingowego.

## Rozwój
Powstanie Komitetu spotkało się z aprobatą wśród przedstawicieli poszczególnych dyscyplin nieolimpijskich. Po dwóch miesiącach działalności PKSN liczył 10 członków. W grudniu 2018 PKSN występował w imieniu 39 organizacji sportowych, reprezentując grono ok. 40 000 zawodników zrzeszonych w blisko 2000 klubach sportowych oraz 4 500 000 Polaków uprawiających dyscypliny PKSN.
W lutym 2018 roku PKSN został oficjalnie uznany przez IWGA, a prezydent José Perurena podkreślił, że powstanie Komitetu to cenna inicjatywa wzmacniająca środowisko sportów nieolimpijskich w Polsce i kolejne dziedzictwo World Games 2017. 
Na początku października 2018 przedstawiciele Komitetu uczestniczyli w XVI Samorządowym Forum Kapitału i Finansów w Katowicach, nad którym PKSN objął patronat honorowy. Podczas Forum swoje umiejętności zaprezentowali zawodnicy organizacji członkowskich promując powszechne dyscypliny sportu.
Polski Komitet Sportów Nieolimpijskich był również obecny na targach fitness FIWE – Fitness Trade Show 2018, które miały miejsce we wrześniu w Warszawie.
PKSN był  organizatorem Miasteczka Sportów Nieolimpijskich na Polach Marsowych we Wrocławiu. Podczas eventu aktywnie promowało się 15 dyscyplin sportów nieolimpijskich organizując pokazy i warsztaty.
PKSN nawiązał współpracę z Polskim Komitetem Paraolimpijskim oraz Olimpiadami Specjalnymi Polska celem podejmowania wspólnych rozwiązań organizacyjnych i prawnych dla reprezentowanych środowisk sportowych jak i organizacji wspólnych wydarzeń sportowych czy akcji społecznych.

## Współpraca
PKSN współpracuje w kraju z: Ministerstwem Sportu i Turystyki, Polską Agencją Antydopingową  POLADA, Polskim Komitetem Olimpijskim, Polskim Komitetem Paraolimpijskim, organizacją Olimpiady Specjalne, władzami publicznymi oraz  ze związkami sportowym i klubami sportowymi na arenie międzynarodowej  z International World Games Association.

## Działalność
Założenia organizacji to: rozwój, upowszechnianie i promocja nowych dyscyplin sportów, które nie zostały objęte programem najbliższych Igrzysk Olimpijskich, rozwój programu i systemu przygotowań polskiej reprezentacji do kolejnych Światowych Igrzysk Sportowych The World Games, prowadzenie działalności informacyjnej, szkoleniowej, oświatowej a także wydawniczej.

## Struktura
Prezydium Zarządu Głównego PKSN:
| Prezes            | Tomasz Dauerman |                 |                    |
| Rada Główna       | Grzegorz Kita   | Tomasz Dauerman | Alicja Nowicka     |
| Rada Programowa   | Dariusz Rozum   | Tadeusz Łoboda  | Damian Łakomski    |
| Komisja Rewizyjna | Dariusz Rozum   | Tomasz Knap     | Andrzej Rakowiecki |

## Organizacje członkowskie, stowarzyszenia
- Aeroklub Polski[3],
- Federacja Tańca Sportowego
- Polska Federacja Lacrosse
- Polska Federacja Nordic Walking
- Polska Federacja Parkour i Freerun
- Polska Federacja Petanque
- Polska Federacja Tenisa Plażowego
- Polska Społeczność Pole Sport
- Polskie Stowarzyszenie Cheerleaders
- Polskie Stowarzyszenie Fistballu
- Polskie Stowarzyszenie Graczy Ultimate
- Polski Związek Alpinizmu
- Polski Związek Bilardowy
- Polski Związek Bobslei i Skeletonu
- Polski Związek Gimnastyczny
- Polski Związek Ju-Jitsu
- Polski Związek Kalisteniki i Street Workoutu
- Polski Związek Karate Tradycyjnego
- Polski Związek Kendo
- Polski Związek Kickboxingu
- Polski Związek Kłusaczy
- Polski Związek Korfballu
- Polski Związek Kręglarski
- Polski Związek Motorowodny i Narciarstwa Wodnego
- Polski Związek Płetwonurkowania
- Polski Związek Przeciągania Liny
- Polski Związek Rock'n'Rolla Akrobatycznego
- Polski Związek Snookera i Bilarda Angielskiego
- Polski Związek Sportów Elektronicznych
- Polski Związek Sportów Wrotkarskich
- Polski Związek Sportu Psich Zaprzęgów
- Polski Związek Squasha
- Polski Związek Sumo
- Polski Związek Taekwon-do
- Polski Związek Unihokeja[4],
- Polski Związek Warcabowy
- Polski Związek Wędkarski
- Rycerska Kadra Polski
- Polska Unia Ssireum
- Wodne Ochotnicze Pogotowie Ratunkowe
- Stowarzyszenie Sportowe Polskie Ultra

## Modern Sports TV
2 marca 2018 uruchomiono kanał telewizyjny Modern Sports TV. Jest to program telewizji internetowej na serwisie YouTube, w którym ukazują się: wywiady – rozmowy ze znanymi sportowcami, działaczami sportów nieolimpijskich w Polsce oraz ekspertami. Programy prowadzi dziennikarz sportowy Maciej Żyłka, który wcześniej współpracował z Radiem Wrocław. Stałe działy programu to:
- "Spotkanie z Mistrzem" – cykl wywiadów z mistrzami sportów nieolimpijskich,
- "Telewizja Edukacyjna”- program z udziałem ekspertów poruszający zagadnienia: z zakresu prawa, marketingu sportowego, public relations czy komunikacji dotyczące organizacji prowadzących działalność sportową.
- "Magazyn Sportów Nieolimpijskich" – program przedstawiający poszczególne dyscypliny sportów nieolimpijskich, które działają na terenie Polski.

## Dyscypliny nieolimpijskie wchodzące w skład PKSN
- Alpinizm
- Bilard
- Biegi Ultra Multi-Day
- Bobsleje i skeleton
- Bowling/Kręglarstwo
- Cheerleading
- Fistball
- Ju-Jitsu
- Karate Tradycyjne
- Kendo
- Kickboxing
- Korfball
- Lacrosse
- Nordic Walking
- Parkour i Freerun
- Petanque
- Płetwonurkowanie
- Przeciąganie liny
- Rock'n'Roll Akrobatyczny
- Snooker i Bilard Angielski
- Sportowe Ratownictwo Wodne
- Sporty Gimnastyczne
- Sporty Lotnicze
- Sporty Motorowodne i Narciarstwo Wodne
- Sporty Wrotkarskie
- Squash
- Sumo
- Taekwon-Do
- Taniec Sportowy
- Tenis Plażowy
- Ultimate Frisbee
- Unihokej
- Warcaby
- Wędkarstwo
- Wyścigi Koni Kłusaków
- Wyścigi Psich Zaprzęgów
- Kalistenika i Street Workout
- Pole Sport
- Walki Rycerskie
- Zapasy Koreańskie Ssireum